# Ornebius nigromaculatus
Ornebius nigromaculatus är en insektsart som först beskrevs av Lucien Chopard 1925.  Ornebius nigromaculatus ingår i släktet Ornebius och familjen Mogoplistidae.

## Underarter
Arten delas in i följande underarter:
- O. n. dunkensis
- O. n. nigromaculatus